# Santiago Mariño
Santiago Mariño, född 25 juli 1788 i Valle del Espíritu Santo, Nueva Esparta, död 4 september 1854 i La Victoria, Aragua, var en venezuelansk revolutionär och ledare för Venezuelas självständighet.